# The Wild North
 The Wild North és una pel·lícula estatunidenca dirigida per Andrew Marton el 1952.

## Argument
Després d'haver venut les seves pells al taulell, Jules Vincent, un tramper (Stewart Granger), va al saloon on s'enfronta amb un que importunava una índia anomenada Adjidaumo (Cyd Charisse). L'endemà decideix portar aquesta, en canoa, al campament de la seva tribu on es troba el seu pare. Es decideix a portar a bord de la seva embarcació, el cercador d'or, Max Brody (Howard Petrie) que havia deixat K.O. la vetlla. Arribats a una zona torrentosa del riu, Brody posa en perill la vida dels passatgers. Jules Vincent, obligat a defensar-se, desafortunadament, provoca la mort del cercador d'or. Quedant fora de la llei, fuig i és empaitat pel constable Pedley (Wendell Corey), es refugia en el Gran Nord. Pedley aconsegueix agafar-lo i emmanillar-lo però el viatge de tornada és llarg i perillós en les solituds cobertes de neu, més encara quan el captiu no posa cap interès a indicar el bon camí.
Els llops, una allau, la naturalesa hostil, les tempestes de neu..., fan que a poc a poc el representant de la llei i el seu presoner s'uneixin per sobreviure, fins al punt que Jules Vincent arriba a salvar la vida del seu guardià que ha posat el peu en una trampa per llops. Greument ferit Pedley, els papers s'inverteixen. El tramper porta el policia al quarter de la Policia Muntada i provar per aquest fet la seva honestedat. La tesi de l'accident per explicar la mort del cercador d'or i la paraula de Jules Vincent es fan finalment creïbles. El tramper absolt i lliure podrà trobar l'índia Adjidaumo.

## Repartiment
- Cyd Charisse: Adjidaumo, la jove índia
- George Pat Collins: Bartender
- Russ Conklin: un indi
- Clancy Cooper: Sloan
- Henry Corden: empleat d'hotel
- Wendell Corey: Pedley, agent de la Policia Muntada
- James Dime: ciutadà al procés
- Morgan Farley: el pare Simon
- Stewart Granger: el tramper, Jules Vincent
- Holmes Herbert: un magistrat
- J. M. Kerrigan: Callahan
- Rex Lease: un ciutadà
- Henri Letondal: John Mudd
- Lewis Martin: un sergent
- Emile Meyer: Jake
- Brad Morrow: un noi
- Howard Petrie: Max Brody, un cercador d'or
- Robert R. Stephenson: un borratxo
- Houseley Stevenson: un vell
- Cliff Taylor: un ciutadà
- Ray Teal: Ruger
- John War Eagle: El cap indi

## Al voltant de la pel·lícula
Els exteriors d'aquesta pel·lícula han estat rodats a Indiana, en el curs superior de Big Wood River, sobre el Mont Galena i voltants.